# Vädersågen
Vädersågen, även Sågen var en såg av holländsk modell (uppfunnen av Cornelis Corneliszoon) som drevs med vindkraft, uppförd vid Södra älvstranden i Hästhagen i Majorna i Göteborg. Sågen grundades 1724 av Wilhelm von Utfall (1677-1753). Etableringen av Vädersågen blev inledningen på en lång period av både förädling och export av trävaror. En annan vädersåg i Majorna anses ha funnits på berget strax ovanför Timmermansplatsen.
En beskrivning från 1773 berättar om Vädersågen: "En wädersåg, här inrättad, är märkwärdig såsom kanske den endaste af det slaget i Riket. Hon går Winter och sommar, så ofta det är blåswäder. Inrättningen är med 3 ramar, som drages med en axel med 3 wefwar. Hwar ram har 12 fina blader. Sjelfwa hjulhuset el. qwarnen står ofwanuppå såghuset. Qwarnen är aw korswärke med spilar öfwer som både till wäggar och tak äro klädda med rör, fastbundna med kabbeltågsband; det är 50 år sedan och duger fäl än i dag."
Carl Johans kyrka är byggd på Sågberget, inom den gamla egendomen Wädersågen. Såggatan i Majorna är sedan 1882 uppkallad efter Vädersågen. I gatans sträckning gick förr Sågallén.